# Гюнневейк, Лус
Лус Гюнневейк (нидерл. Loes Gunnewijk, род. 27 ноября 1980, Грунло) — нидерландская шоссейная велогонщица, выступавшая на профессиональном уровне с 2004 по 2015 годы.

## Карьера

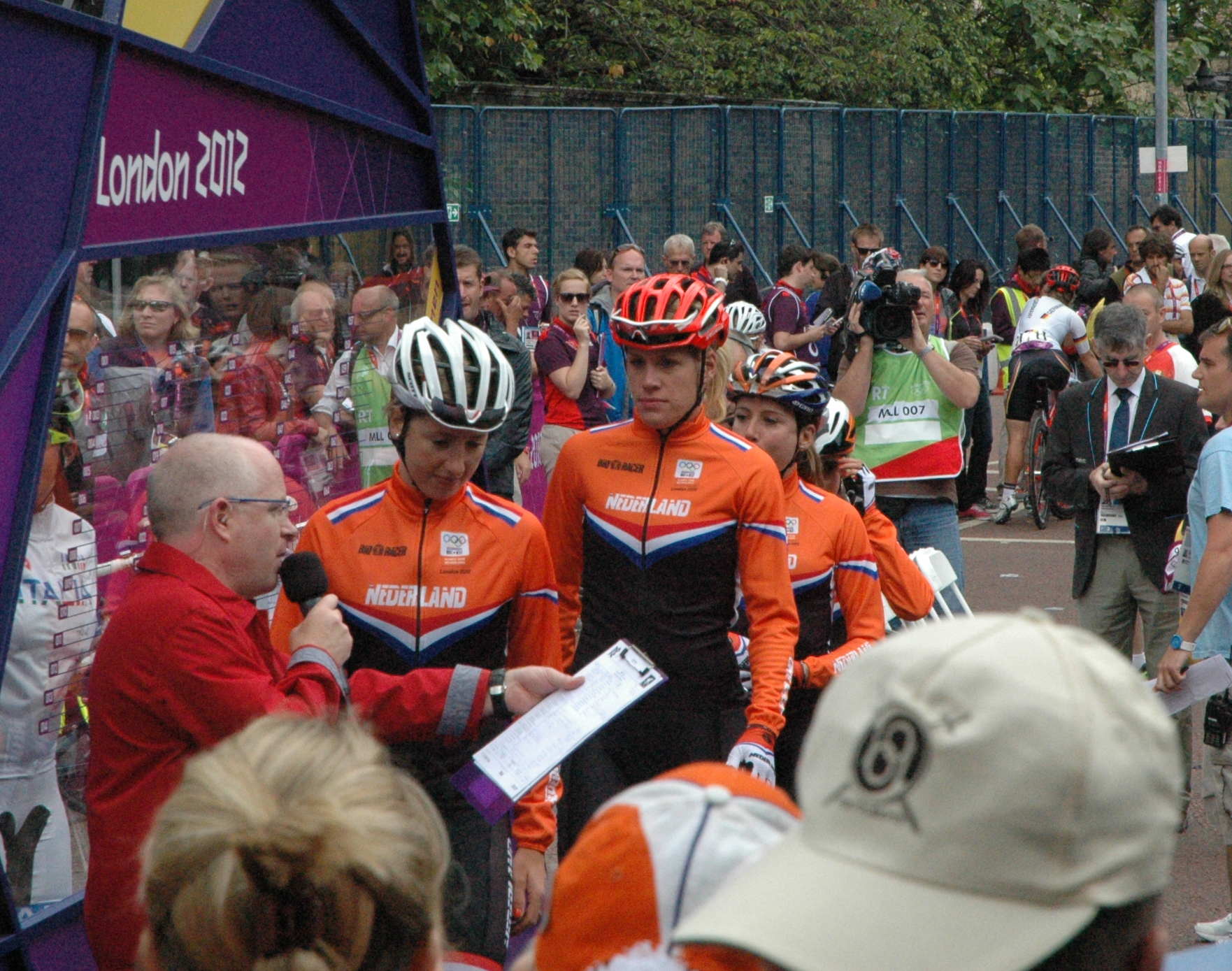
Гюнневейк перед стартом шоссейной гонки на летних Олимпийских играх 2012 года вместе с Эллен ван Дейк, Марианной Вос и Аннемик ван Влёйтен

Гюнневейк была членом сборной Нидерландов вместе с Эллен ван Дейк, Марианной Вос и Аннемик ван Влёйтен в шоссейной гонке на летних Олимпийских играх 2012 года, где Вос завоевала золотую медаль. Гюнневейк объявила о своём уходе из спорта в мае 2015 года, а в ноябре 2015 года окончила курс подготовки спортивных директоров Международный союз велосипедистов. С мая по конец 2016 года Гюнневейк присоединилась к своей прежней команде Orica-AIS в качестве спортивного директора-стажера. С 2017 года Гюнневейк является главным тренером юниорок и помощником тренера по пара-циклу в национальной федерации велоспорта Нидерландов.

## Достижения
2002
Омлоп ван Борселе
2-я на Чемпионате Нидерландов — индивидуальная гонка
9-я на Холланд Ледис Тур
2003
9-й этап (ITT) Джиро Роза
3-я на Чемпионате Нидерландов — индивидуальная гонка
2004
2-я на Чемпионате Нидерландов — индивидуальная гонка
Стер Зеувс Эйанден
2-я в генеральной классификации
3a-й этап
5-я на Женском Туре — на приз Чешской Швейцарии
6-я на Холланд Ледис Тур
7-я на Туре Фландрии
9-я на Новилон Ронде ван Дренте
2005
Herford Cyclocross
4-й этап Тур де л'Од феминин
2-я на Чемпионате Нидерландов — индивидуальная гонка
2-я на Стер Зеувс Эйанден
2-я на Омлоп дор Миддаг-Хюмстерланд
4-я на Ронде ван Гелдерланд
5-я на Новилон Ронде ван Дренте
5-я на Холланд Ледис Тур
2006
 Чемпионат мира среди студентов — индивидуальная гонка
 Чемпионат Нидерландов — индивидуальная гонка
Тур де л'Од феминин
1-я на этапах 1 (TTT) & 3 (ITT)
1-я на этапе 4b Рут де Франс феминин
Еврегио Ледис Тур
2-я в генеральной классификации
2-й этап
2-я на Ледис Голден Хоур
3-я на Туре Фландрии
5-я на Стер Зеувс Эйанден
6-я на Холланд Ледис Тур
8-я на Омлоп Хет Волк
2007
6-я на Грация Орлова
7-я на Стер Зеувс Эйанден
9-я на Омлоп Хет Волк
10-я на Ронде ван Гелдерланд
10-я на Дуранго-Дуранго Эмакумин Сариа
2008
2-я на Хроно Шампенуа
3-я на Чемпионате Нидерландов — индивидуальная гонка
6-я на Омлоп дор Миддаг-Хюмстерланд
7-я на Холланд Ледис Тур
9-я на Гранд Букль феминин
9-я на Омлоп ван Борселе
2009
2-я на Туре Дренте
3-я на Опен Воргорда TTT
4-я на Стер Зеувс Эйанден
Холланд Ледис Тур
5-я в генеральной классификации
1-я в горной классификации
5-я на Новилон Еурокап Ронде ван Дренте
6-я на Трофее Альфредо Бинды — комунны Читтильо
8-я на Туре Катара
9-я на Туре де л'Од феминин
9-я на Дренте 8 ван Двингело
9-я на Туре Фландрии
9-я на Холланд Хилс Классик
2010
 Чемпионат Нидерландов — групповая гонка
1-я на Туре Дренте
3-я на Опен Воргорда TTT
5-я на Рут де Франс феминин
8-я на Эмакумин Бира
8-я на Омлоп Хет Ниувсблад
9-я на Тур де л'Од феминин
2011
2-я на Energiewacht Tour
3-я на Чемпионате Нидерландов — индивидуальная гонка
4-я на Омлоп Хет Ниувсблад
6-я на Туре Катара
Холланд Ледис Тур
8-я в генеральной классификации
3-й этап
2012
Омлоп Хет Ниувсблад
 Чемпионате мира — командная гонка
3-я на Туре Лимузена
4-я на Гран-при коммуны Корнаредо
5-я на общем зачёте Energiewacht Tour
6-я на Туре Катара
6-я на Ле-Самен
7-я на Туре Фландрии
9-я на Туре Дренте
2013
2-я на Чемпионате Нидерландов — индивидуальная гонка
2-я на общем зачёте Energiewacht Tour
2-я на Омлоп ван Борселе
 Чемпионате мира — командной гонке
3-я на Acht van Chaam
4-я на Туре Бельгии
6-я на 7-Дорпеномлоп Албург
8-я на Туре Фландрии
9-я на Опен Воргорда RR
10-я на Омлоп Хет Ниувсблад
2014
Тур Даун Андер
1-я в генеральной классификации
1-й этап
4-я на Гойк — Герардсберген — Гойк
2015
9-я на Bay Classic Series

### Результаты общей классификации
| Хронология результатов многодневок |                       |                       |                       |                       |                       |                       |                       |                       |                       |                       |                       |      |      |
| Многодневка                        | 2003                  | 2004                  | 2005                  | 2006                  | 2007                  | 2008                  | 2009                  | 2010                  | 2011                  | 2012                  | 2013                  | 2014 | 2015 |
| Эмакумин Бира                      | —                     | —                     | —                     | —                     | —                     | —                     | —                     | 8                     | 28                    | —                     | 45                    | 55   | —    |
| The Women's Tour                   | Гонки не существовало | Гонки не существовало | Гонки не существовало | Гонки не существовало | Гонки не существовало | Гонки не существовало | Гонки не существовало | Гонки не существовало | Гонки не существовало | Гонки не существовало | Гонки не существовало | 18   | —    |
| Тур Тюрингии                       | —                     | 7                     | —                     | —                     | —                     | 21                    | —                     | —                     | 17                    | —                     | 42                    | —    | —    |

### Статистика выступления наГранд-турах
| Гонка / Год          | 2003           | 2004           | 2005           | 2006 | 2007 | 2008 | 2009 | 2010           | 2011           | 2012           | 2013           | 2014           |
| -------------------- | -------------- | -------------- | -------------- | ---- | ---- | ---- | ---- | -------------- | -------------- | -------------- | -------------- | -------------- |
| Гранд Букль феминин  | —              | —              | —              | —    | —    | 9    | —    | не проводилась | не проводилась | не проводилась | не проводилась | не проводилась |
| Рут де Франс феминин | не проводилась | не проводилась | не проводилась | 5    | —    | —    | —    | 5              | —              | —              | —              | —              |
| Тур де л'Од феминин  | 38             | 23             | 12             | DNF  | 18   | 50   | 9    | 9              | не проводилась | не проводилась | не проводилась | не проводилась |
| Джиро д’Италия Донне | 55             | —              | —              | 14   | 43   | —    | DNF  | —              | 51             | 36             | 57             | 74             |

### Хронология результатов классики
| Хронология результатов по монументальным гонкам |                       |                       |                       |                       |                      |                      |                      |                      |                      |                      |                      |                      |                |                |
| Монументальная гонка                            | 2002                  | 2003                  | 2004                  | 2005                  | 2006                 | 2007                 | 2008                 | 2009                 | 2010                 | 2011                 | 2012                 | 2013                 | 2014           | 2015           |
| Тур Фландрии                                    | —                     | —                     | 7                     | DNF                   | 3                    | 26                   | 81                   | 9                    | 25                   | 26                   | 7                    | 8                    | DNF            | DNF            |
| Хронология результатов классики                 |                       |                       |                       |                       |                      |                      |                      |                      |                      |                      |                      |                      |                |                |
| Классические гонки                              | 2002                  | 2003                  | 2004                  | 2005                  | 2006                 | 2007                 | 2008                 | 2009                 | 2010                 | 2011                 | 2012                 | 2013                 | 2014           | 2015           |
| Амстел Голд Рейс                                | 13                    | 62                    | Не проводилась        | Не проводилась        | Не проводилась       | Не проводилась       | Не проводилась       | Не проводилась       | Не проводилась       | Не проводилась       | Не проводилась       | Не проводилась       | Не проводилась | Не проводилась |
| Омлоп Хет Ниувсблад                             | —                     | —                     | —                     | —                     | 8                    | 9                    | 57                   | 16                   | 8                    | 4                    | 1                    | 10                   | 68             | 38             |
| Гент — Вевельгем                                | Гонка не проводилась  | Гонка не проводилась  | Гонка не проводилась  | Гонка не проводилась  | Гонка не проводилась | Гонка не проводилась | Гонка не проводилась | Гонка не проводилась | Гонка не проводилась | Гонка не проводилась | Гонка не проводилась | Гонка не проводилась | —              | 40             |
| Трофей Альфредо Бинды — комунны Читтильо        | —                     | —                     | —                     | —                     | —                    | —                    | 61                   | 6                    | 21                   | 18                   | 17                   | 11                   | —              | —              |
| Флеш Валонь Фамм                                | —                     | 66                    | 37                    | 14                    | 25                   | —                    | 50                   | 9                    | 22                   | 49                   | 73                   | 47                   | 79             | —              |
| Опен Воргорда RR                                | Гонка не существовала | Гонка не существовала | Гонка не существовала | Гонка не существовала | 20                   | —                    | 34                   | 18                   | 14                   | 29                   | 33                   | 9                    | —              | —              |

#### Результаты основных чемпионатов
| Соревнование     | Соревнование    | 2002                  | 2003                  | 2004                  | 2005                  | 2006                  | 2007                  | 2008                  | 2009                  | 2010                  | 2011                  | 2012 | 2013           | 2014           | 2015           |
| ---------------- | --------------- | --------------------- | --------------------- | --------------------- | --------------------- | --------------------- | --------------------- | --------------------- | --------------------- | --------------------- | --------------------- | ---- | -------------- | -------------- | -------------- |
| Олимпийские игры | Групповая гонка | Не проводилась        | Не проводилась        | —                     | Не проводилась        | Не проводилась        | Не проводилась        | —                     | Не проводилась        | Не проводилась        | Не проводилась        | OTL  | Не проводилась | Не проводилась | Не проводилась |
| Чемпионаты мира  | Командная гонка | Гонка не существовала | Гонка не существовала | Гонка не существовала | Гонка не существовала | Гонка не существовала | Гонка не существовала | Гонка не существовала | Гонка не существовала | Гонка не существовала | Гонка не существовала | 3    | 2              | —              | —              |

| —   | Не участвовала в соревнованиях |
| DNF | Не финишировала                |
| NH  | Не проводилась                 |
| OTL | Вне лимита времени             |

### Рейтинги
| Год                 | 2009 | 2010 | 2011 | 2012 | 2013 | 2014  | 2015  |
| ------------------- | ---- | ---- | ---- | ---- | ---- | ----- | ----- |
| Мировой рейтинг UCI | 22-й | 33-й | 36-й | 48-й | 34-й | 119-й | 467-й |
| Мировой кубок UCI   | 7-й  | -    | -    | -    | -    | -     | -     |
|                     |      |      |      |      |      |       |       |
| Источник: UCI       |      |      |      |      |      |       |       |